# Relaciones Chile-Corea del Sur
Las relaciones Chile-Corea del Sur son las relaciones internacionales entre la República de Chile y la República de Corea. Ambos países de la cuenca del Pacífico son importantes socios comerciales, siendo ambos miembros de la Organización Mundial de Comercio, del Foro de Cooperación Económica Asia-Pacífico (APEC) y de la Organización para la Cooperación y el Desarrollo Económicos (OCDE).

## Historia

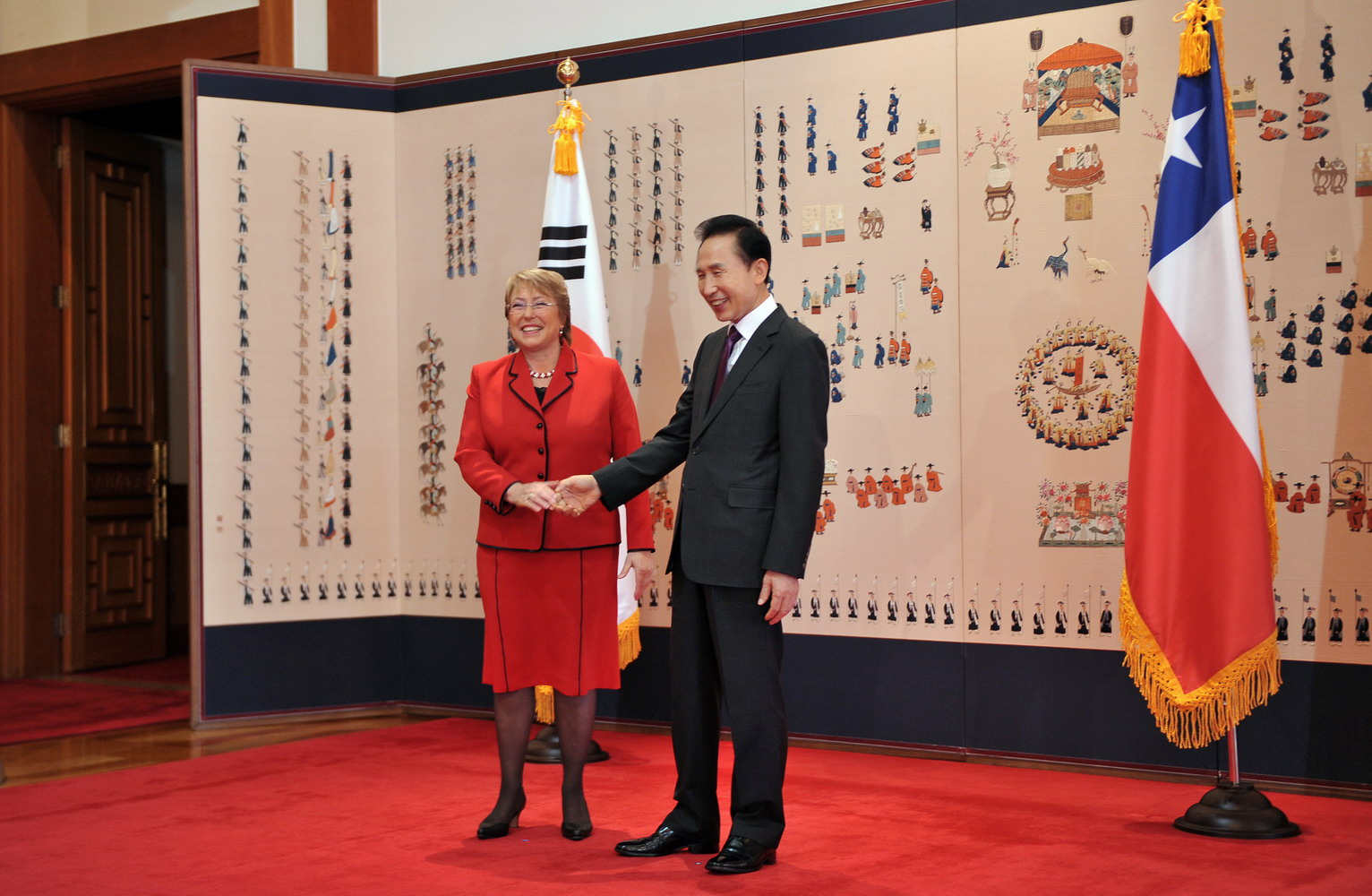
Reunión entre los presidentes Lee Myung-bak y Michelle Bachelet en 2009.

Corea del Sur estableció relaciones diplomáticas con Chile en 1962. Chile abrió su embajada en Seúl en 1974, presentando sus credenciales ante el gobierno surcoreano el embajador chileno Leopoldo Fontaine. El 3 de diciembre de 1977, ambos países firmaron un convenio comercial, gestionado tras una visita del ministro de Economía de Chile Pablo Baraona a Corea del Sur. El acuerdo estableció preferencias aduaneras entre ambos países, que supusieron la promoción de la exportación coreana de vehículos y repuestos, productos electrónicos, productos textiles, naves y fertilizantes, mientras que Chile promovió la exportación de productos como pulpa de madera, madera, frutas frescas, carbón y mineral de hierro.
En la década de 1980, Chile y Corea del Sur suscribieron convenios sobre servicios aéreos, un convenio básico de cooperación económica y técnica y un convenio cultural. En junio de 1990 se creó la Cámara de Comercio Chileno-Coreana, mientras que el 20 de mayo de 1992 se constituyó un grupo interparlamentario entre ambos países. En noviembre de 1993, Corea del Sur apoyó el ingreso de Chile a APEC, pese a la oposición de Estados Unidos y Australia, logrando finalmente la membresía plena de Chile en el foro realizado en 1994 en Indonesia. Posteriormente, se suscribió un convenio de cooperación científica y tecnológica (1996), un tratado de extradición (1997), un acuerdo para la promoción y protección reciprocas de las inversiones (1999), un acuerdo para la supresión de visa para pasaportes diplomáticos (2000), un convenio para evitar la doble imposición y prevenir la evasión fiscal (2003). También existen convenios firmados entre Chile y Corea del Sur en materia aduanera, uso pacífico de la energía nuclear, reconocimiento mutuo de licencias de conducir, programa Vacaciones y Trabajo, seguridad social y cooperación en los ámbitos de la industria de defensa. Un hito histórico en la relación entre ambos países fue la firma del Tratado de Libre Comercio (TLC) entre Chile y Corea del Sur, vigente desde 1 de abril de 2004, que se convirtió en el primero suscrito entre un país latinoamericano y un país asiático.
Con ocasión de las celebraciones del bicentenario de Chile, Corea del Sur regaló al país una réplica de la pagoda Dabotap, que fue instalada en 2011 en el parque Uruguay, en la comuna de Providencia. En 2015, el embajador surcoreano en Chile, Yu Ji-eun expresó sus condolencias por la tragedia ocurrida a propósito del temporal que azotó al norte de Chile, anunciando, además, la donación de US$100 mil en artículos de primera necesidad destinados a los damnificados. En 2016, se inauguró un centro de cooperación antártica entre el Instituto Antártico Chileno y el Instituto de Investigación Polar de Corea. La base surcoreana King Sejong se encuentra en la isla Rey Jorge, que forma parte del Territorio Antártico Chileno.

### Visitas oficiales
Los siguientes mandatarios de Chile y Corea del Sur han realizado visitas de Estado:
- Almirante José Toribio Merino, integrante de la Junta de Gobierno de Chile a Corea del Sur en septiembre de 1974.
- Presidente Eduardo Frei Ruiz-Tagle a Corea del Sur en noviembre de 1994.
- Presidente Ricardo Lagos a Corea del Sur en febrero de 2003.
- Presidente Roh Moo-hyun a Chile en noviembre de 2004.
- Presidente Ricardo Lagos a Corea del Sur en noviembre de 2005.
- Presidenta Michelle Bachelet a Corea del Sur en noviembre de 2009.
- Presidente Sebastián Piñera a Corea del Sur en marzo de 2012.
- Presidente Lee Myung-bak a Chile en junio de 2012.
- Presidenta Park Geun-Hye a Chile en abril de 2015.[8]

## Relaciones comerciales
En el tratado de libre comercio suscrito entre Chile y Corea del Sur se definió un marco jurídico que define el tratamiento arancelario para los bienes y servicios producidos e intercambiados entre ambos países, se incluyen además capítulos sobre inversión extranjera y compras gubernamentales. Existe un mecanismo para la solución de controversias y diversos comités técnicos que sesionan regularmente para evaluar temas específicos del funcionamiento y aplicación del TLC.  Éstos informan de su trabajo a la Comisión de Libre Comercio, instancia destinada a evaluar anualmente el avance del cumplimiento de los compromisos acordados en el TLC y definir tareas para los comités con vistas a profundizar el acuerdo. A fines del 2016, ambos países anunciaron el inicio de nuevas negociaciones para ampliar el TLC.
En 2023, el intercambio comercial entre ambos países ascendió a los 7 508 millones de dólares estadounidenses. Los principales productos exportados por Chile fueron cobre, litio y molibdeno, mientras que aquellos exportados principalmente por Corea del Sur al país sudamericano fueron automóviles de turismo, camionetas y aceites combustibles destilados.

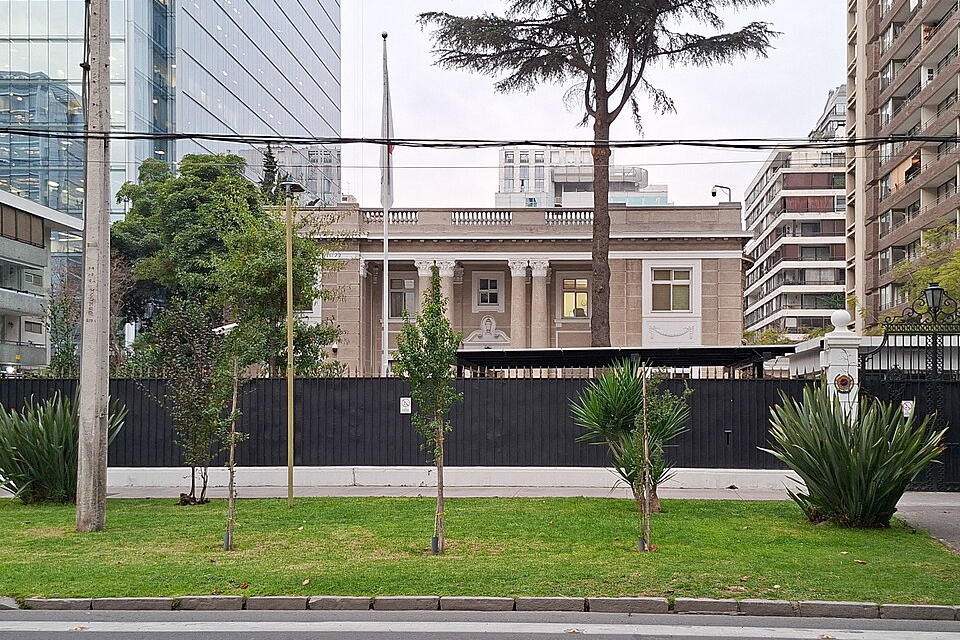
Embajada de Corea del Sur en Santiago de Chile

## Misiones diplomáticas residentes
- Chile tiene una embajada en Seúl.[11]
- Corea del Sur tiene una embajada en Santiago de Chile.[12]